# 栗田土満
栗田 土満（くりた ひじまろ、元文2年（1737年） - 文化8年7月8日（1811年8月26日））は、日本の国学者、歌人。号は岡廼舎（おかのや）。

## 生涯
元文2年（1737年）、遠江国城飼郡平尾村（現・静岡県菊川市中内田）にて、広幡八幡宮（現平尾八幡宮）の神主の子として誕生。
明和4年（1767年）、江戸で賀茂真淵の門下となり、国学を本格的に学び始めた。真淵の死後は伊勢国を経て、本居宣長の薫陶を受けた。また、寛政2年（1790年）、故郷である平尾村に学び舎を創設し、「岡廼舎」「岡の屋」と呼称された。ここを拠点に、研究を行うとともに、国学や和歌を講じた。ここから歌人の石川依平や栗田真菅、小國神社の小国重年らを輩出した。孫弟子に松尾多勢子などがいる。栗田自身も、『日本書紀』を解説する書籍など、多くの著書を著した。
文化8年（1811年）死去。享年75。

## 顕彰・史跡
平尾八幡宮には、栗田の業績を記念する石碑が建立されている。また、栗田の生家跡には、生誕地を示す標識が建てられている。

## 著作
- 『岡屋歌集』
- 『神代記葦牙』